# Una storia sbagliata (film)
Una storia sbagliata è un film del 2014 diretto da Gianluca Maria Tavarelli. Il film prende il nome dall'ultimo singolo ufficiale di Fabrizio De André, pubblicato nel 1980.